# Bezenye
Bezenye (kroatisch Bizonja) ist eine ungarische Gemeinde im Kreis Mosonmagyaróvár im Komitat Győr-Moson-Sopron. Zur Gemeinde gehört der südlich gelegene Ortsteil Paprét. 22,6 Prozent der Bewohner gehören zur Volksgruppe der Slowaken und 21,7 Prozent zur Volksgruppe der Kroaten.

## Geografische Lage
Bezenye befindet sich im nordwestlichen Teil des Komitats im Dreiländereck Ungarn-Österreich-Slowakei. Die Gemeinde liegt 44 Kilometer nordwestlich des Komitatssitzes Győr, 11 Kilometer nordwestlich der Kreisstadt Mosonmagyaróvár und 7 Kilometer nordöstlich der Stadt Hegyeshalom. Nachbargemeinden sind Rajka, Dunakiliti, Feketeerdő und  Hegyeshalom.

## Geschichte
Das Gebiet wurde seit römischen Zeiten bewohnt. In der Nähe von Bezenye befinden sich germanische Gräber. Später wurde der gesamte Ort ungarisch.
Bezenye wurde 1262 erstmals urkundlich erwähnt. Die erste Kirche wurde 1400 Kisboldogasszony (Unterscheidung von Fertőboldogasszony – Frauenkirchen im Seewinkel, Burgenland) genannt. Nachdem die Türken Dalmatien zerstörten, ließen sich hier kroatische Flüchtlinge nieder. 1930 erklärten sich die meisten Dorfbewohner zu Kroaten. Es gibt aber Nachweise, dass auf dem Friedhof im 18. Jahrhundert deutsche Siedler begraben wurden. Somit war zumindest damals der Ort eine multiethnische Gemeinde.
Im Jahr 1913 gab es in der damaligen Großgemeinde 225 Häuser und 1367 Einwohner auf einer Fläche von 5208 Katastraljochen. Sie gehörte zu dieser Zeit zum Bezirk Rajka im Komitat Moson.
1918 sollte Bezenye als Teil des Burgenlandes zu Österreich kommen, die Alliierten entschieden sich aber auf Grund strategischer Erwägungen anders. 1947 sollte dann, um den Bratislavaer Brückenkopf zu vergrößern, der Ort mit fünf anderen Orten auf Wunsch der Tschechoslowakei von Ungarn abgetreten werden, er verblieb aber zusammen mit Rajka bei Ungarn.
In der Gemeinde sind viele Vereine beheimatet, deswegen findet ein sehr aktives kulturelles Leben statt, zu dem auch ein Tamburicaorchester gehört. In Bezenye gibt es weiterhin eine kroatische Minderheitenselbstverwaltung.

## Ehrenbürger
- Gáspár Laáb (1747–1834), Geodät und Wasserbauingenieur
- Mátyás Laáb (1746–1823), Übersetzer und Schriftsteller

## Sehenswürdigkeiten
- Römisch-katholische Kirche Kisboldogasszony, erbaut im 18. und erweitert im 19. Jahrhundert
- Wurcz-Haus; das älteste Haus der Siedlung, mit einer kroatischen heimatgeschichtlichen Sammlung
- Pestsäulen
- Nepomuki-Szent-János-Statue
- Denkmal eines Arbeiters (Munkásszobor), auch Kopócs genannt, im Ortsteil Paprét

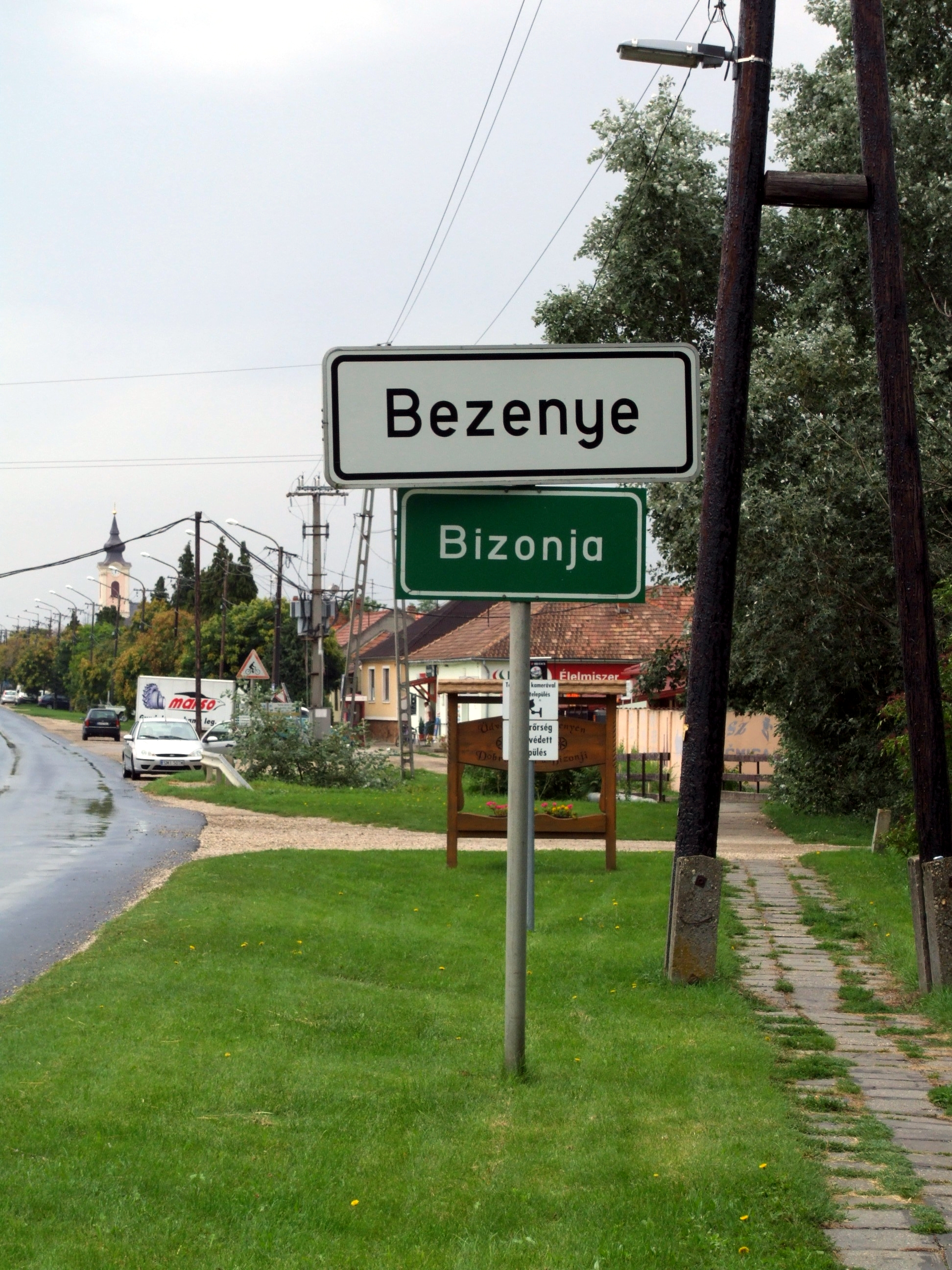
Ungarische und kroatische Ortstafel
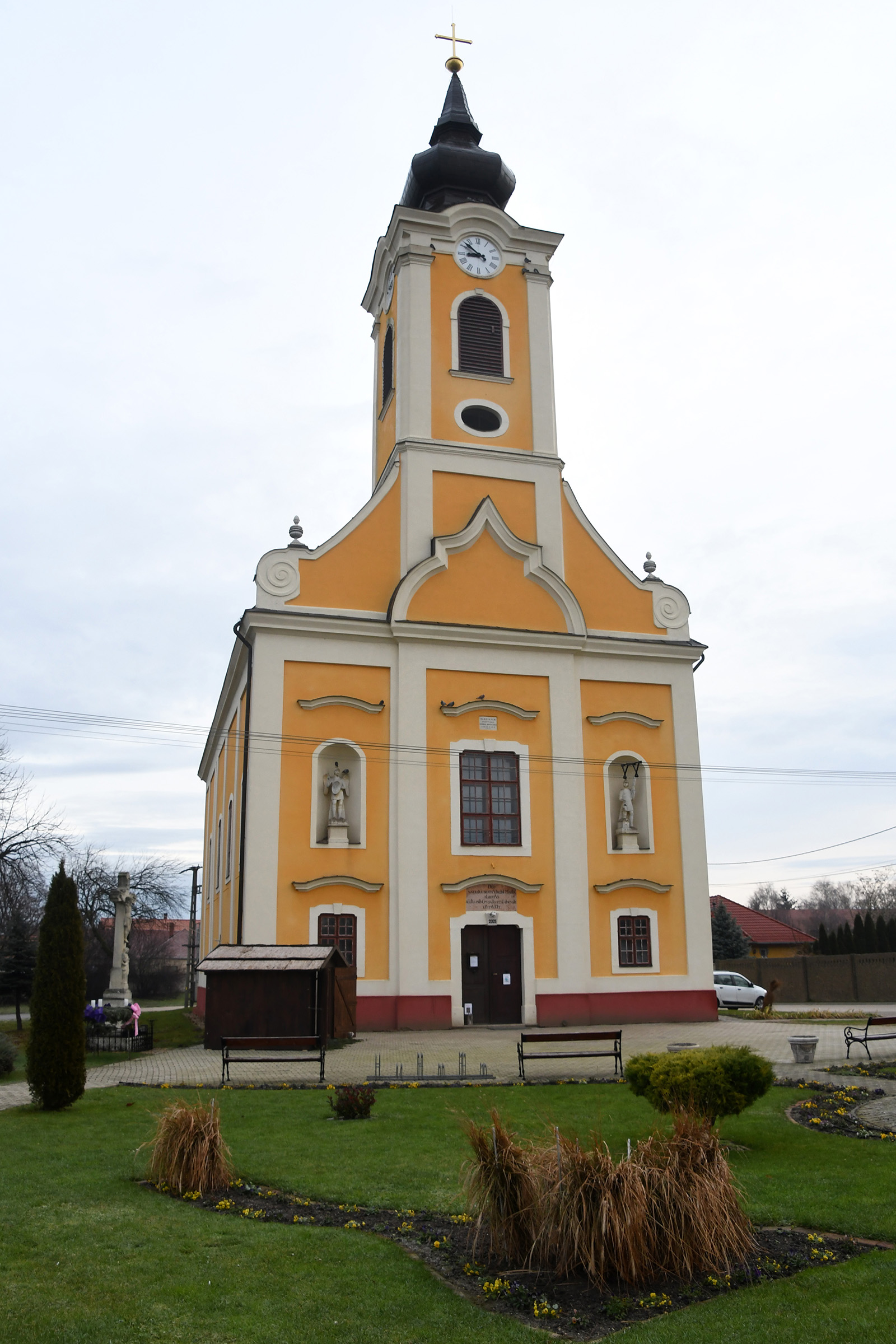
Römisch-katholische Kirche Kisboldogasszony
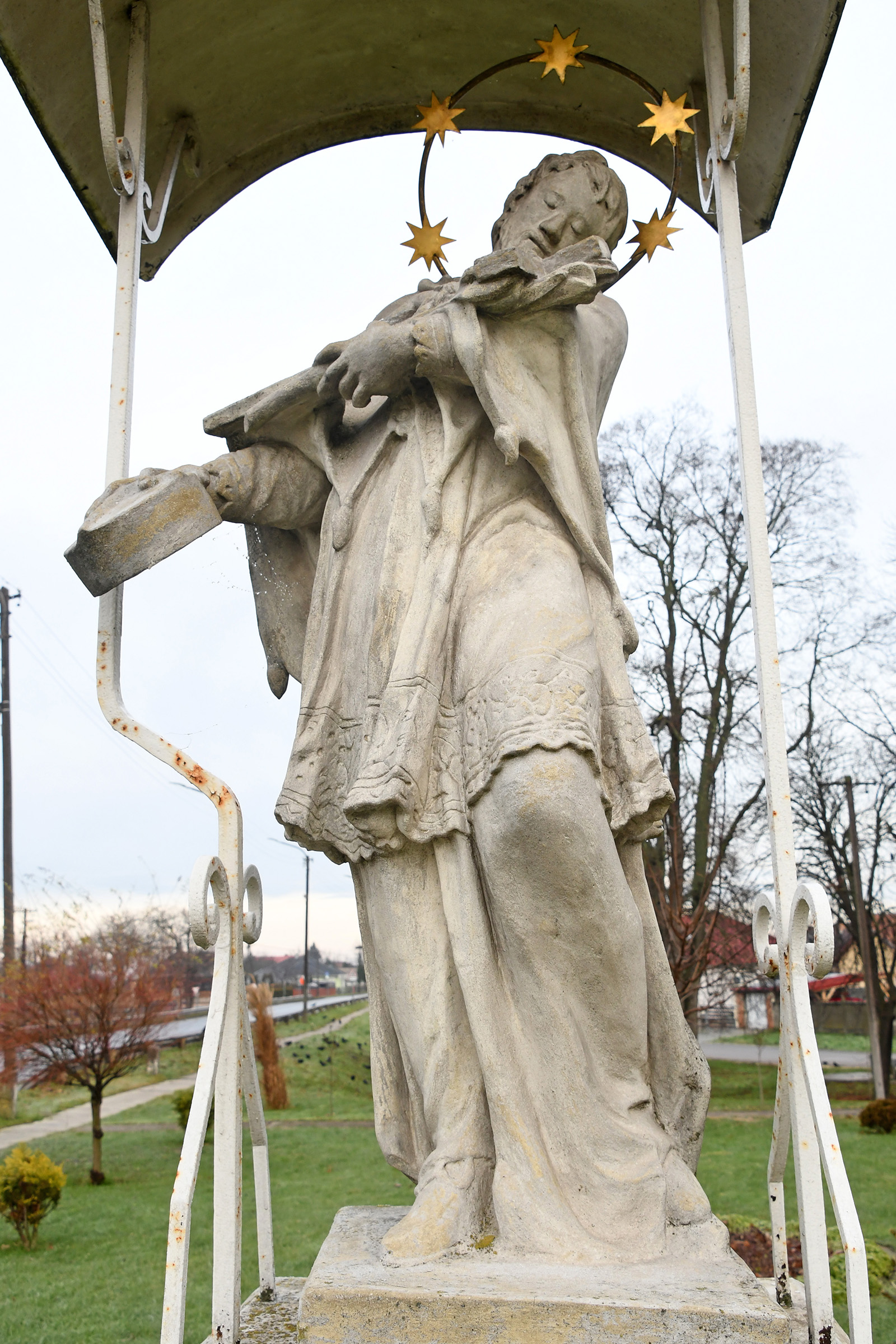
Nepomuki-Szent-János-Statue
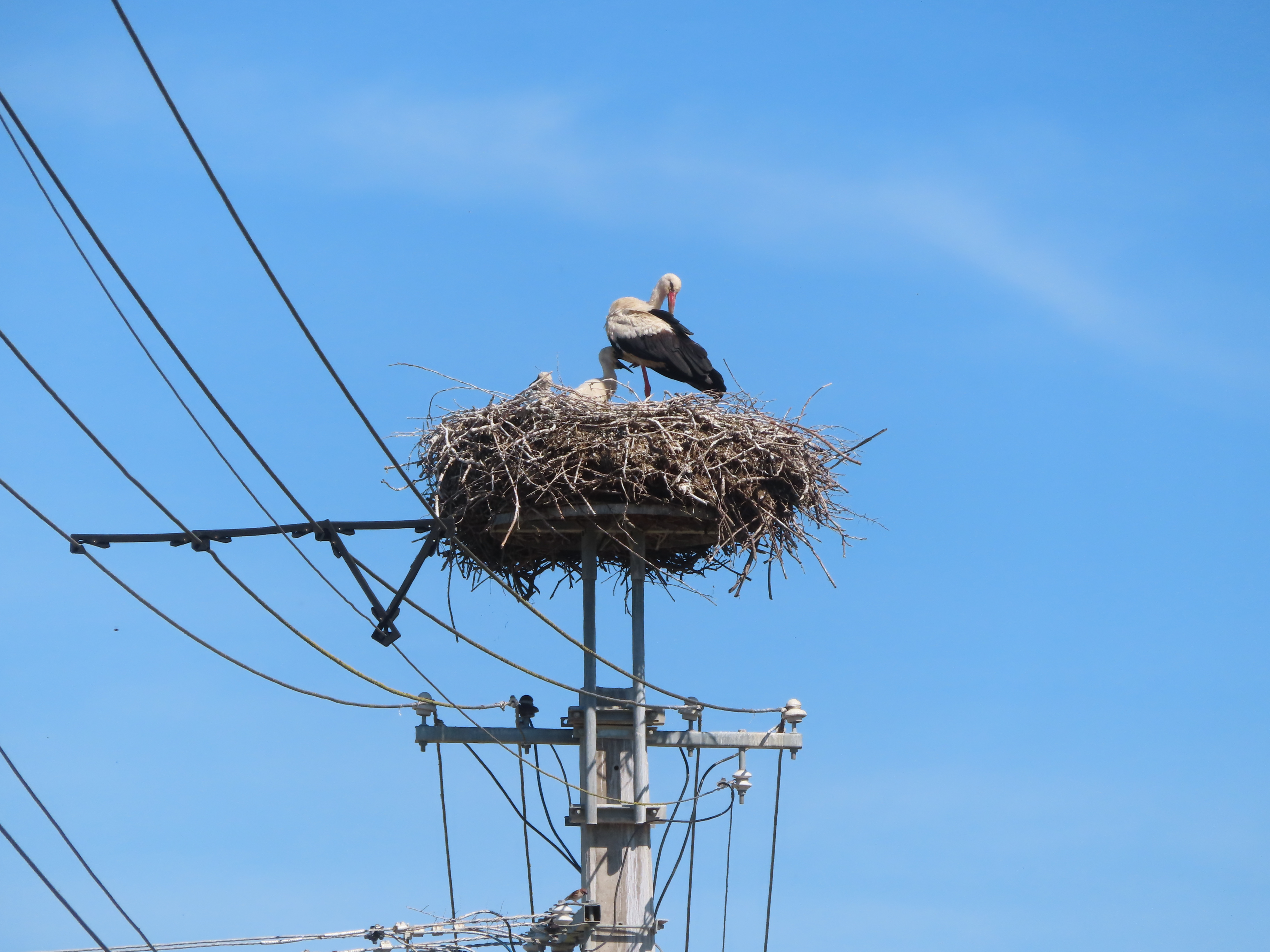
Storchennest im Ort

## Verkehr
Durch Bezenye verläuft die Hauptstraße Nr. 15, von der die Landstraße Nr. 1501 in südwestliche Richtung nach Hegyeshalom abzweigt. Über den nördlich außerhalb des Ortes liegenden Bahnhof ist Bezenye angebunden an die Bahnstrecke Bratislava–Hegyeshalom. Weiterhin gibt es Busverbindungen nach Rajka und Mosonmagyaróvár.